# باگوآ گرانده
با گوآ گرانده (به اسپانیایی: Bagua Grande) یک شهر در پرو است که در منطقه آمازوناس واقع شده‌است. با گوآ گرانده ۴۴۰ متر بالاتر از سطح دریا واقع شده‌است.